# Tim Pawlenty
Timothy James (Tim) Pawlenty (ur. 27 listopada 1960 w Saint Paul, Minnesota) – amerykański polityk pochodzenia polsko-niemieckiego, członek Partii Republikańskiej.
Od stycznia 2003 do stycznia 2011 r. pełnił funkcję gubernatora stanu Minnesota.
Przed wyborami prezydenckimi w 2008 r. był postrzegany jako jeden z potencjalnych kandydatów na wiceprezydenta u boku Johna McCaina.
Kandydował w prawyborach prezydenckich partii republikańskiej przed wyborami w 2012, ale zrezygnował w sierpniu 2011 po słabym wyniku w prawyborach Ames Straw Poll.
Pawlenty został wychowany jako katolik, a następnie konwertował do ewangelikalnego Wooddale Church – kościoła powiązanego z baptystami Converge.